# Omø
Omø est une île de la Grand Belt au Danemark.